# Darko Dražić
Darko Dražić (Novi Travnik, 17. siječnja 1963.) bivši je hrvatski nogometaš, danas nogometni trener.

## Karijera
Karijeru započinje 1982. u tadašnjem jugoslavenskom saveznom drugoligašu Solinu. Već iduće godine prelazi u splitski Hajduk. Do 1991. godine Dražić je za Hajduk sakupio 120 nastup uz četiri postignuta pogotka. Godine 1991. prelazi u düsseldorfsku Fortunu za koju odigrava 152 utakmice i postiže 14 pogodaka. Iz Fortune prelazi u Šibenik 1998. godine, da bi sljedeće, 1999. prešao u njemačkog niželigaša Rot-Weiss Oberhausen za kojeg odigrava samo pet utakmica i završava karijeru.
Odigrao je i dvije utakmice za hrvatsku reprezentaciju. Sudjelovao je u prvoj povijesnoj prijateljskoj utakmici hrvatske nogometne reprezentacije od uspostave neovisnosti protiv reprezentacije SAD-a, u kojoj je Hrvatska pobijedila 2:1, te 1991. protiv Slovenije (1:0).
Nakon završetka nogometne karijere Dražić se bavi trenerskim poslom. Trenirao je nogometaše Fortune iz Düsseldorfa, Persepolis, Pegah, makarskog Zmaja, Posušja, Damash Iraniana, GOŠK-a iz Gabele, Mes Kerman gdje je bio pomoćnik Miroslavu Blaževiću u kojem su radili do polovice veljače 2012. godine i u Damashu. 
U Iran je prvi put otišao 2003. na preporuku Stanka Poklepovića. Zajedno s njime pošao je Vinko Begović. Ukupno je Dražić do 2013. ondje radio u pet iranskih klubova.
Statistika u Hajduku
| Natjecanje        | Nastupi | Zgoditci |
| ----------------- | ------- | -------- |
| Prvenstvo         | 120     | 4        |
| Kup               | 18      | 0        |
| Superkup          | 0       | 0        |
| Međunarodne       | 4       | 0        |
| Splitski podsavez | 0       | 0        |
| Ukupno            | 142     | 4        |
| Prijateljske      | 68      | 23       |
| Sveukupno         | 210     | 27       |

## Vanjske poveznice
- Profil na fussballdaten.de (njem.)
- HNS | CFF:. Statistike - Nastupi: Darko Dražić